# Charolles

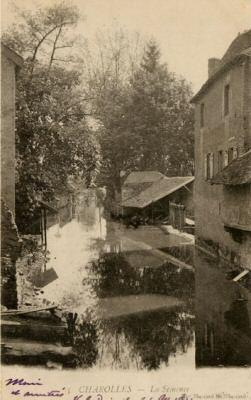
Sông Semence ở Charolles, năm 1904.

Charolles là một xã ở tỉnh Saône-et-Loire ở đông trung bộ nước Phá.
Charollesku toạ lạc tại khu vực hợp lưu của sông Semence và sông Arconce, cách Mâcon 39 km về phía tây-tây-bắc.

## Người dân nổi bật
- Louis Jacolliot (1837-1890), tác gia
- Michel Roux (sinh năm 1941)